# Larringes
Larringes település Franciaországban, Haute-Savoie megyében. Lakosainak száma 1589 fő (2022. január 1.). Larringes Évian-les-Bains, Champanges, Féternes, Neuvecelle, Publier, Saint-Paul-en-Chablais és Vinzier községekkel határos.

## Népesség
A település népességének változása:
| Lakosok száma | 1282 | 1351 | 1429 | 1424 | 1456 | 1506 | 1584 | 1587 | 1589 |
|               | 2013 | 2015 | 2016 | 2017 | 2018 | 2019 | 2020 | 2021 | 2022 |